# (25335) 1999 NT
1999 أن تي (ويعرف أيضًا باسم (25335) 1999 أن تي وفق تسمية الكوكب الصغير) (بالإنجليزية: 1999 NT)‏ هو كويكب ضمن حزام الكويكبات؛ وترتيبه 25335 من حيث الاكتشاف.
اكتُشف هذا الجُرم الفلكي بواسطة  في 9 يوليو 1999.

## وصلات خارجية
- (25335) 1999 NT في قاعدة بيانات مختبر الدفع النفاث لأجرام النظام الشمسي الصغيرة

- الاكتشاف · مخطط المدار ·  العناصر المدارية · المعلمات المادية

- (25335) 1999 NT على موقع ويكي سكاي: DSS2, SDSS, GALEX, IRAS, Hydrogen α, X-Ray, Astrophoto, Sky Map, Articles and images